# Medalha de Honra Espacial do Congresso
Medalha de Honra Espacial do Congresso é um comenda autorizada pelo Congresso dos Estados Unidos, criada em 1969, em reconhecimento a "qualquer astronauta que, na realização de suas funções, tenha distinguido a si mesmo por excepcionais esforços meritórios e contribuições para o bem-estar da nação e da espécie humana". Ela é sancionada pelo Presidente dos Estados Unidos por recomendação do Administrador da NASA e é uma comenda diferente da Medalha de Honra do Congresso, que é uma medalha militar concedida por extrema bravura em combate e a mais importante condecoração militar dos Estados Unidos.
Apesar da medalha ser uma honraria civil do governo dos Estados Unidos, ela é autorizada como uma comenda militar a ser usada nos uniformes das forças armadas norte-americanas caso sejam recebidas por militares, devido ao prestígio da condecoração. Para receber a medalha, um astronauta precisa realizar feitos de extraordinária realização enquanto participante  de algum vôo espacial sob a autoridade da NASA; por descobertas científicas ou ações de grande benefício para a Humanidade. Ela também pode ser outorgada por extrema bravura durante uma emergência espacial ou na prevenção de um grande desastre espacial.
A Medalha de Honra também pode ser concedida póstumamente a astronautas que morreram no cumprimento do dever, durante uma missão espacial dos Estados Unidos. Entregue pela primeira vez em 1 de outubro de 1978 pelo presidente Jimmy Carter a Neil Armstrong, o primeiro homem a pisar na Lua, ela já foi outorgada a 28 homens e mulheres - apenas uma delas, Shannon Lucid, a recebeu em vida - entre eles John Glenn, Alan Shepard e a todos os integrantes das fatídicas missões da Challenger e da Columbia, entre eles a professora Christa McAuliffe.
Até hoje a medalha foi entregue a apenas um cidadão não-americano, o coronel da força aérea israelense Ilan Ramon, primeiro astronauta de Israel, falecido no acidente da nave Columbia.

## Recipientes
Nota: Itálico indica recipientes póstumos.
| Imagem | Nome              | Data                   | Entregue por      | Motivo                                        |
| ------ | ----------------- | ---------------------- | ----------------- | --------------------------------------------- |
|        | Neil Armstrong    | 1º de outubro de 1978  | Jimmy Carter      | Comandante da Apollo 11                       |
|        | Frank Borman      | 1º de outubro de 1978  | Jimmy Carter      | Comandante da Apollo 8                        |
|        | Pete Conrad       | 1º de outubro de 1978  | Jimmy Carter      | Comandante da Skylab 2                        |
|        | John Glenn        | 1º de outubro de 1978  | Jimmy Carter      | Piloto da Mercury-Atlas 6                     |
|        | Gus Grissom       | 1º de outubro de 1978  | Jimmy Carter      | Comandante da Apollo 1                        |
|        | Alan Shepard      | 1º de outubro de 1978  | Jimmy Carter      | Piloto da Mercury-Redstone 3                  |
|        | John Young        | 19 de maio de 1981     | Ronald Reagan     | Comandante da STS-1                           |
|        | Thomas Stafford   | 19 de janeiro de 1993  | George H. W. Bush | Comandante da Apollo–Soyuz                    |
|        | Jim Lovell        | 26 de julho de 1995    | Bill Clinton      | Comandante da Apollo 13                       |
|        | Shannon Lucid     | 2 de dezembro de 1996  | Bill Clinton      | Voo espacial mais longo por uma mulher        |
|        | Roger Chaffee     | 17 de dezembro de 1997 | Bill Clinton      | Piloto da Apollo 1                            |
|        | Edward White      | 17 de dezembro de 1997 | Bill Clinton      | Piloto sênior da Apollo 1                     |
|        | William Shepherd  | 15 de janeiro de 2003  | George W. Bush    | Comandante da Expedição 1                     |
|        | Rick Husband      | 3 de fevereiro de 2004 | George W. Bush    | Comandante da STS-107                         |
|        | William McCool    | 3 de fevereiro de 2004 | George W. Bush    | Piloto da STS-107                             |
|        | David Brown       | 3 de fevereiro de 2004 | George W. Bush    | Especialista de missão da STS-107             |
|        | Kalpana Chawla    | 3 de fevereiro de 2004 | George W. Bush    | Especialista de missão da STS-107             |
|        | Michael Anderson  | 3 de fevereiro de 2004 | George W. Bush    | Especialista de missão da STS-107             |
|        | Laurel Clark      | 3 de fevereiro de 2004 | George W. Bush    | Especialista de missão da STS-107             |
|        | Ilan Ramon        | 3 de fevereiro de 2004 | George W. Bush    | Especialista de carga da STS-107              |
|        | Francis Scobee    | 23 de julho de 2004    | George W. Bush    | Comandante da STS-51-L                        |
|        | Michael Smith     | 23 de julho de 2004    | George W. Bush    | Piloto da STS-51-L                            |
|        | Ellison Onizuka   | 23 de julho de 2004    | George W. Bush    | Especialista de missão da STS-51-L            |
|        | Judith Resnik     | 23 de julho de 2004    | George W. Bush    | Especialista de missão da STS-51-L            |
|        | Ronald McNair     | 23 de julho de 2004    | George W. Bush    | Especialista de missão da STS-51-L            |
|        | Gregory Jarvis    | 23 de julho de 2004    | George W. Bush    | Especialista de carga da STS-51-L             |
|        | Christa McAuliffe | 23 de julho de 2004    | George W. Bush    | Especialista de carga da STS-51-L             |
|        | Robert Crippen    | 26 de abril de 2006    | George W. Bush    | Piloto da STS-1                               |
|        | Douglas Hurley    | 31 de janeiro de 2023  | Joe Biden         | Comandante da Crew Dragon Demo-2              |
|        | Robert Behnken    | 31 de janeiro de 2023  | Joe Biden         | Comandante de operações da Crew Dragon Demo-2 |